# José Padilha
 (juillet 2023).
Si vous disposez d'ouvrages ou d'articles de référence ou si vous connaissez des sites web de qualité traitant du thème abordé ici, merci de compléter l'article en donnant les références utiles à sa vérifiabilité et en les liant à la section « Notes et références ».
José Padilha, né le 1er août 1967 à Rio de Janeiro, est un scénariste, réalisateur et producteur brésilien.

## Biographie
Après des études à la Pontificia Universidade Católica do Rio de Janeiro, sanctionné par un diplôme en économie et à Oxford où il étudie l'économie politique, la littérature anglaise et la politique internationale, José Padilha aborde le cinéma comme producteur exécutif du film Boca de Ouro.
Scénariste et producteur du documentaire Os Carvoeiros en 1999, il réalise son premier long-métrage en 2002, Bus 174 (Ônibus 174), qui relate l'histoire réelle et avec une issue tragique, du détournement avec prise d'otages d'un autobus de la ligne 174 de Rio de Janeiro, le 12 juin 2000.
En 2007, José Padilha tourne le film Troupe d'élite (Tropa de Elite). Basé sur le livre Tropa de Elite, coécrit par trois auteurs, dont le sociologue Luiz Eduardo Soares (pt) le film, avec, comme tête d'affiche Wagner Moura, dépeint la guerre sanglante que mène la police carioca, sur fond de corruption de cette dernière, contre les narcotrafiquants sur-armés des favelas.
En 2018, il crée une série sur Netflix, O Mecanismo, à propos de l'enquête du Lava-Jato au Brésil. Cette série fait l'objet de controverses, car elle attribue à l'ex-président Lula les paroles d'un parlementaire convaincu de corruption, Romero Jucá, attribuant ainsi à Lula une culpabilité qui n'est pas la sienne.
Il est récompensé pour la réalisation de la série Netflix avec Narcos. Se déroulant en Colombie, elle présente la traque de Pablo Escobar et de l'ensemble du cartel de Medellín par la DEA et notamment de deux agents, personnages principaux Javier Peña et Steve Murphy, dans les deux premières saisons. La saison 3 s'intéresse au cartel de Cali et à sa reddition.

## Filmographie

### comme réalisateur
- 2002 : Bus 174 (Ônibus 174)
- 2007 : Troupe d'élite (Tropa de Elite)
- 2008 : Garapa (en)
- 2010 : Troupe d'élite 2 (Tropa de Elite 2)
- 2010 : Yanomami, une guerre d'anthropologues (Segredos da Tribo)
- 2014 : RoboCop
- 2014 : Rio, I Love You (Rio, Eu Te Amo), film à sketches brésilien (segment « Inútil Paisagem »)
- 2015 : Narcos (série télévisée)
- 2018 : Otages à Entebbe (7 Days in Entebbe)

### comme scénariste
- 1999 : Os Carvoeiros (1999)
- 2002 : Bus 174 (Ônibus 174)
- 2007 : Troupe d'élite (Tropa de Elite)
- 2010 : Troupe d'élite 2 (Tropa de Elite 2)

## Récompenses

### Ônibus 174
- International Jury Award du meilleur documentaire à la Mostra de cinéma de São Paulo en 2002
- FIPRESCI Prize du meilleur film brésilien et Première Brazil du meilleur documentaire au Festival international du film de Rio de Janeiro en 2002
- Amnesty Award au Festival international du documentaire de Copenhague en 2003
- Charles E. Guggenheim Emerging Artist Award au Full Frame Documentary Film Festival (en) en 2003
- Video Source Award de l'International Documentary Association pour Ônibus 174, conjointement avec Marcos Prado, en 2003
- One Future Prize au Festival du film de Munich en 2003
- Grand Coral-First Prize et Memoria Documentary Award au Festival du film de La Havane en 2003, conjointement avec le documentaire Raymundo
- Amnesty International-DOEN Award-Special Mention au Festival international du film de Rotterdam en 2003

### Troupe d'élite
- Ours d'or à la Berlinale en 2008
- Meilleur réalisateur au Cinema Brazil Grand Prize en 2008
- Audience Award et Elcine Second Prize du meilleur film au Festival du film latino-américain de Lima en 2008
- APCA Trophy du meilleur réalisateur de la São Paulo Association of Art Critics Awards en 2008